# Poeta minor
Poeta minor (eller i flertal poetae minores) er et flertydigt latinsk udtryk, som betyder yngre eller mindre digter.
Flertydigheden skyldes den dobbelte betydning af minor (egl. komparativ af parvus: lille), der f.eks. også rummes i de to forskellige danske begreber minoritet (mindretal) og minorat (arveret for den yngste).
I betydningen "yngre digter" er poeta minor isoleret set ikke et kvalitativt udsagn om den pågældende digters litterære formåen, men blot et udtryk for en kronologisk kategoriseringsmåde: Qua tidens gang findes der ældre digtere, og der findes yngre digtere.
I betydningen "mindre digter" er poeta minor derimod et pejorativt udsagn om, at digterens værker, i hvert fald set med eftertidens øjne, skønnes at være af lav litterær kvalitet. – Blander medbetydningen "yngre" sig ind i dette skøn, er det et udtryk for en gerontokratisk opfattelsesmåde, som hviler på den tvivlsomme præmis, at yngre digtere, fordi de er yngre, aldrig vil kunne præstere værker af samme litterære kvalitet som ældre digtere.
I præcist hvilken betydning poeta minor er anvendt, må afgøres af den konkrete sammenhæng, udtrykket optræder i.